# Château de la Falgalarié
Le château de la Falgalarié est un château situé à Aussillon, dans le Tarn (France).

## Description
Il n'existe pas d'informations historiques sur le château de la Falgalarié, qui est situé au centre-ville d'Aussillon.
L'édifice accueille aujourd'hui une galerie d'art gérée par l'association Pôle Arts et Cultures (PAC), ainsi qu'une antenne locale du Conservatoire de musique et de danse du Tarn.
Ainsi, le château accueille régulièrement des expositions d'artistes plus ou moins renommés,.